# 楚瑪爾河

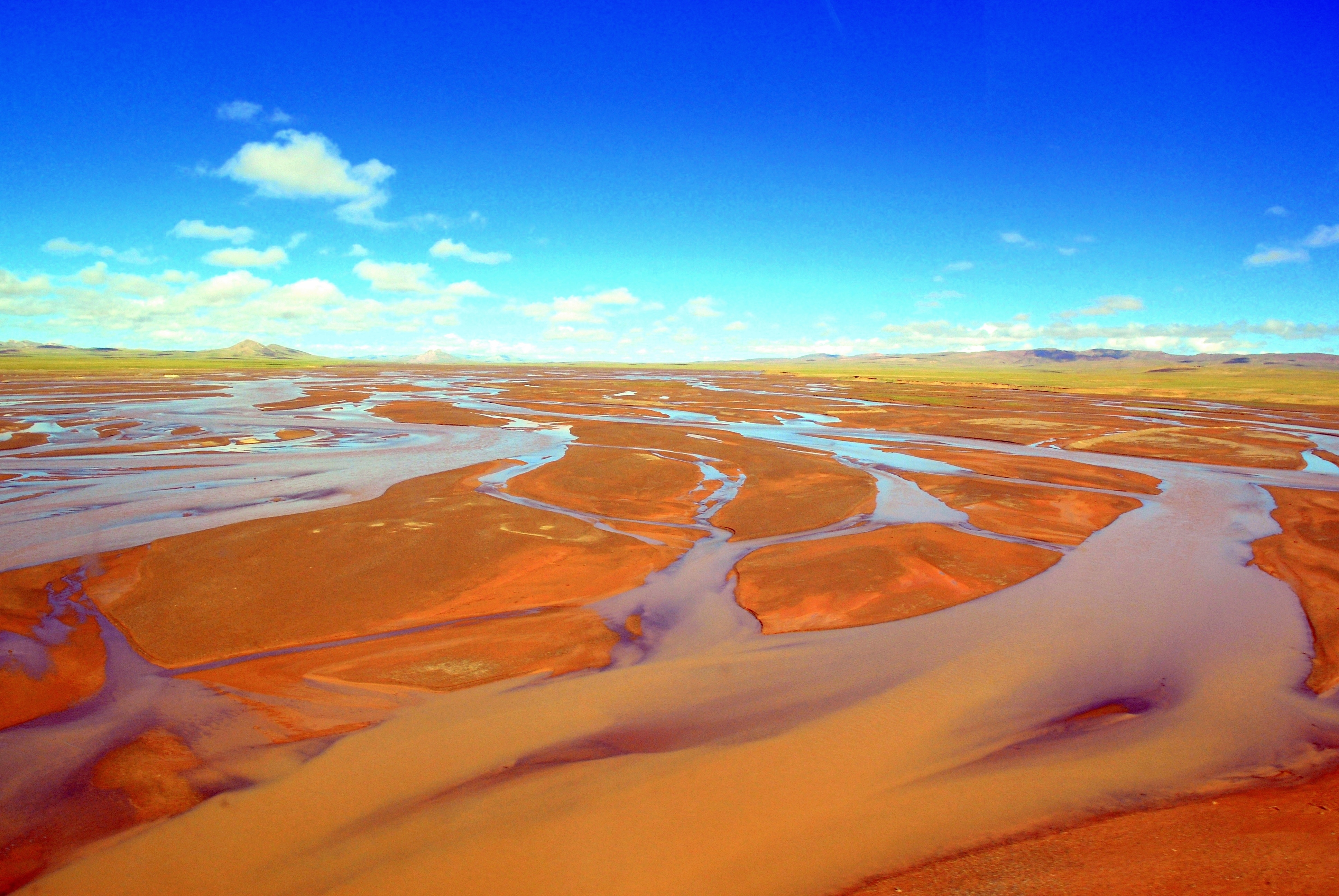
チベット高原（青海省）。青蔵鉄道が長江上流を渡る

楚瑪爾河（そまじが、Chumaer river、繁体字: 楚瑪爾河, 拼音: Chŭmǎĕr hé）、もしくはチュマル河は、中国を流れる長江の上流。長江の源流には三つの川があるが、一番の源流がタンラ山脈（唐古拉山脈）に発する沱沱河（トト河）、南の源流がタンラ山脈東部に発する当曲（ダムチュー）、そして北の源流がこのチュマル河とされている。チベット高原の北東部、青海省内を通っている。
チュマル河とはチベット語で「赤い水の河」を意味する。別名は曲麻莱河（拼音: Qūmálái hé）、または曲瑪河とも。
チュマル河はチベット高原の北東部に横たわるフフシル山地（可可西里山またはその音写からココシリとも）の東部、黒脊山の南麓（海抜5,432メートル）に発する。東へ向けて流れ、途中で崑崙山脈南麓の氷河の水や雪解け水や地下水を大量に集める。フフシル南部で、青海省とチベットを結ぶ道路である青蔵公路と、青蔵鉄道がこの河を長大橋で渡る（青蔵鉄道の橋は長さ2,565メートル）。その後南へ折れ、曲麻萊県の西部にある楚拉地区で通天河（長江上流の名）に合流する。楚拉地区は、沱沱河と当曲が合流して通天河になる地点から200キロメートルほど下流に当たる。